# Göran Wahlenberg
Göran Wahlenberg (även Georg), född 1 oktober 1780 på Skarphyttans bruk i Kroppa socken, Värmland, död 22 mars 1851 i Uppsala, var en svensk naturforskare, främst botaniker och tecknare.

## Biografi
Göran Wahlenberg var son till bruksförvaltaren Georg Alexandersson Wahlenberg och Cajsa Carlsdotter. Wahlenberg blev student vid Uppsala universitet 1792, medicine doktor 1806, botanices demonstrator 1814 samt professor i medicin och botanik 1829. Han gjorde värdefulla insatser inom forskningen kring Skandinaviens flora, men är mest känd som en av växtgeografins grundläggare. Under sina resor inom och utom Sverige 1793–1822  insåg han sambandet mellan vegetationens art och landets eller lokalens klimat och jordbeskaffenhet, något redan Carl von Linné framhållit, och fullföljde genom studier denna forskningsgren vid sidan av sina fytografiska arbeten.
Redan 1796 besökte han Pommerns kuster och företog sedan täta botaniska forskningsresor, däribland 1800, 1802, 1807, 1812 till Finnmarken samt 1810 och 1811 genom södra Sverige och begav sig sistnämnda år till kontinenten (Harz, med mera, Schweiz och, 1813, Karpaterna). Hans förnämsta deskriptiva verk är Flora lapponica (1812; prisbelönt av Vetenskapsakademien), Flora Carpatorum principalium (1814), Flora upsaliensis (1820), Flora svecica (två delar, 1824–1826; ny upplaga 1831-1833; belönad med Vetenskapsakademiens Linnémedalj i guld) samt banden 9-11 (delvis) av "Svensk botanik" (1823–1830).
Av övervägande geografiskt innehåll är Geographisk och ekonomisk beskrivning om Kemi lappmark (1804), Berättelse om... lappska fjällens höjd och temperatur vid 67 graders polhöjd (1808; översatt till tyska), vari för första gången svenska glaciärer beskrevs, Rön om springkällors temperatur (1812; tre avdelningar, rörande norra, mellersta och södra Sverige), De vegetatione et climate in Helvetia septentrionali... tentamen (1813), vartill kommer de digra avhandlingarna av växtgeografiskt innehåll (med kartor), som inleder de ovan uppräknade flororna. I dessa verk meddelade han många och betydelsefulla rön om klimatets och odlingens inbördes förhållande och gav snillrika jämförelser och överblickar över jordklotets växtliv.
Han företog även resor för rent geologiska undersökningar i Sverige och skrev Svenska jordens bildning (i tidskriften "Svea" 1818; ny upplaga 1824, även särskilt utgiven samma år) och Petrificata telluris suecanæ examinata (1821). Under sina växtgeografiska arbeten fördes han in på växternas anatomi och fysiologi och skrev Tractatio anatomica de sedibus materiarum immediatarum in plantis (1806-07; på svenska i "Ekonomiska annaler", 1808).
Oaktat sin djupa lärdom och sitt klassiska mästerskap som författare kom han till följd av sin tillbakadragenhet och en viss kärvhet i lynnet att utöva blott ett jämförelsevis ringa inflytande på sin samtids forskning (och särskilt inom medicinen på grund av sina homeopatiska sympatier), men han var sin samtid ett föredöme genom arbetsamhet och sträng forskning och sitt land till gagn genom många framsynta idéer, åt vilka eftervärlden gjort full rättvisa. Han blev ledamot av Vetenskapsakademien 1808 och var medlem av många andra lärda samfund. Efter honom är uppkallade växtsläktet Wahlenbergia och flera växtarter. Han lärde sig teckna i unga år och under sina resor utförde han ett flertal landskapsteckningar. Under resan till Luleå lappmark 1807 utförde han med hjälp av ett  perspektivinstrument projektionsskisser av bland annat Sulitelma och från skisserna gjorde Carl Fredrik Akrell akvatintagravyrer som användes i Wahlenbergs bok Berättelse om... lappska fjällens höjd och temperatur vid 67 graders polhöjd. 
Göran Wahlenberg är begravd på Uppsala gamla kyrkogård.
Auktorsnamnet Wahlenb. kan användas för Göran Wahlenberg i samband med ett vetenskapligt namn inom botaniken; se Wikipediaartiklar som länkar till auktorsnamnet.